# Vlag van Alphen (Noord-Brabant)
De vlag van Alphen is op 23 oktober 1997 werd door de gemeenteraad van Alphen-Chaam een dorpsvlag voor Alphen vastgesteld die is gebaseerd op de voormalige gemeentevlag. De vlag past in hetzelfde stramien als de gemeentevlag en lijkt op die van Chaam. Deze vlag zou als volgt kunnen worden omschreven:
Vier even lange banen van groen en wit en over de scheiding van de banen drie gelijkzijdige driehoeken, elk met zijden ter lengte van een derde van de vlaghoogte, twee boven en een onder, op de scheiding van de banen, van het een in het ander.
De kleuren zijn afkomstig uit de vlag van Nieuw-Ginneken, de driehoek ("alp") uit de vlag van Alphen en Riel. groen symboliseert het gras, en wit de witte bloemen daartussen.

## Verwante afbeeldingen

De vlag van Alphen-Chaam
De vlag van Alphen en Riel
De dorpsvlag van Chaam
De vlag van Nieuw-Ginneken
Het wapen van Alphen

Acht
· Alphen
· Bavel
· Berghem
· Berlicum
· Biest-Houtakker
· Borkel en Schaft
· Chaam
· Cromvoirt
· Cuijk
· Den Dungen
· Dinteloord
· Effen
· Esch
· Galder
· Geeren-Noord
· Gemonde
· Haagse Beemden
· Haaren
· Halsteren
· Helvoirt
· Herpen
· Heusden
· Langenboom
· Leur
· Megen, Haren en Macharen
· Moergestel
· Nieuw-Vossemeer
· Nuland
· Olland
· Orthen
· Princenhage
· Ravenstein
· Rosmalen
· Sint-Michielsgestel
· Sprang
· Steenbergen
· Strijbeek
· Teteringen
· Ulvenhout
· Udenhout
· Velp
· Vierlingsbeek
· Waspik
· Wintelre